# Muzeul Memorial „Arany János”
Muzeul Memorial „Arany Janos” este un muzeu județean din Salonta, amplasat în Piața Libertății nr. 4. Colecția este alcătuită din piese de arheologie din zonă: ceramică pictată neolitică din Săcueni, vase și unelte hallstattiene, obiecte de fier celtice de la Curtuișeni, un depozit de vase din secolul al IV-lea p.Chr. de la Marghita. Deține piese de etnografie locală și unelte viticole și de pescuit Colecția este în curs de reamenajare în acest nou spațiu.
Clădirea muzeului este declarată monument istoric, având codul BH-II-m-B-00997. Muzeul este amenajat într-un turn medieval compus din parter și patru etaje, având o înălțime de 22 m. Turnul Ciunt, monument istoric, construit în 1606 - 1630, a folosit ca turn de observare. În 1889 a fost restaurat.